# America (collana)
America è stata una collana editoriale di libri monografici sulla storia americana edita in Italia dalla Edizioni CEPIM tra il 1971 e il 1977.

## Storia editoriale
Fu composta da 14 volumi cartonati (26,5x18cm) ricchi di illustrazioni (tra cui acquerelli dell'epoca), foto e saggi sulla storia del continente e caratterizzati da una fascia rossa con la scritta bianca "America" sulla sinistra. Col tempo la collana si interessò anche di altri argomenti, come l'esplorazione dell'Africa, e fu necessario cambiare la presentazione della serie che si legge qui a fianco scrivendo "[...] un contributo alla conoscenza della storia del continente americano e dei grandi viaggi di esplorazione."
Esistono due versioni del primo volume: la prima con copertina cartonata bianca e sovraccoperta rossa di Salvatore Gregorietti omogenea allo stile dell'intera collana e la seconda con copertina rossa del tutto simile ai successivi volumi; esistono, inoltre, due edizioni del secondo volume, distinguibili dal fatto che la prima non presenta la dicitura "edizioni CEPIM" nella parte bassa della copertina.
L'ultimo numero della collana è una sorta di diario sui viaggi compiuti da Sergio Bonelli in Amazzonia, scritto dal compagno di avventure Walter Minestrini. Presenta, inoltre, il racconto a fumetti di 8 pagine scritto e disegnato da Sergio Toppi La storia di Helena Valero (poi ristampato sul n.28 di Ken Parker Magazine nel maggio 1995). Toppi aveva già realizzato le copertine di tutti i volumi successivi al n°7.

## Volumi
1. Eugene Rachilis, Gli indiani delle praterie, ottobre 1971
2. Don Ward, Cowboy! ottobre 1972
3. Hamilton Cochran, I pirati del Mar delle Antille, maggio 1973
4. Marian T. Place, La conquista del West, maggio 1973
5. Evans Jones, I primi eroi del West, novembre 1973
6. Irwin Shapiro, I cacciatori di balene, novembre 1973
7. Francis Russel, Guerra di frontiera, maggio 1974
8. Oliver Warner, Cook il conquistatore degli oceani, maggio 1974
9. Fairfax Downey, Messico o morte!, novembre 1974
10. Thomas Sterling, L'esplorazione dell'Africa, novembre 1974
11. Ralph K. Andrist, La febbre dell'oro, giugno 1975
12. Bruce Catton, La guerra civile americana, dicembre 1975
13. Ralph K. Andrist, Sentieri selvaggi, settembre 1976
14. Walter Minestrini, L'ultimo indio, dicembre 1977